# Napoleonstein (Köln)
Der Napoleonstein auf dem Kölner Melatenfriedhof ist ein Kriegerdenkmal für Soldaten aus Köln, die unter Napoleon Bonaparte gekämpft hatten und während der Napoleonischen Kriege ums Leben kamen. Das Denkmal wurde 1853 eingeweiht, also 39 Jahre nach Ende der Franzosenzeit in Köln. Gestiftet wurde es von 65 überlebenden Kriegsteilnehmern und ist somit zugleich ein Veteranendenkmal.

## Geschichte
Das Kriegerdenkmal auf dem Melatenfriedhof ist ein typisches Beispiel für die sogenannten Napoleonsteine. In vielen ehemals französisch besetzen Ortschaften gründeten sich ab 1833 die ersten, später populären Krieger- und Veteranenvereine. Von 1834 bis in die 1850er Jahre errichteten diese Vereine vielerorts meist ähnlich aussehende Napoleonsteine.
In Köln gründete sich der Veteranenverein der ehemaligen napoleonischen Soldaten 1842. Das Denkmal wurde am 6. Juli 1853 auf der Nord/Süd-Hauptachse des Melatenfriedhofs in der Nähe des alten Haupteingangs eingeweiht. Der Entwurf stammte vermutlich von dem damaligen Kölner Stadtbaumeister Johann Peter Weyer, ausgeführt wurde es von der Steinmetzmeisterei Siegert.
Das Denkmal ist in zweifacher Hinsicht bemerkenswert. Erstens galten Napoleon und Frankreich Mitte des 19. Jahrhunderts bei weiten Teilen der Bevölkerung, der Nationalbewegung und auch der preußischen Regierung als wichtigstes Feindbild. Deshalb würde man ein solches Denkmal im Jahr 1853 in Köln nicht unbedingt erwarten. In den ehemals französisch besetzten westdeutschen Gebieten stand der verbreiteten Frankophobie aber auch eine ausgesprochene und schließlich staatlich geduldete Napoleonverehrung gegenüber. Der Historiker Hagen Schulze hat hierzu festgestellt, dass sich durch die Napoleonsteine keine Form des Protests oder von Opposition, sondern eine politisch neutrale Form der Veteranenverehrung ausdrücke. Zweitens markieren die Napoleonsteine in den deutschen Ländern bezüglich Kriegerdenkmälern einen Wandel der Erinnerungskultur, denn erstmals wurde hier der einzelnen Soldaten unabhängig ihres militärischen Rangs gedacht.

## Beschreibung
Das Denkmal (Höhe etwa 5,80 m, Breite Sockel: 1,73 m, Breite Säule 1,31 m) besteht aus Buntsandstein. Auf einer zweistufig getreppten Basis bildet ein flacher Quader den Sockel. Darauf steht ein hochrechteckiger Quader. Auf der Vorderseite findet sich die Widmungsinschrift:
„ZUM ANDENKEN AN DIE UNTER DEN ARMEEN NAPOLEONS FERN VON IHRER HEIMATH GEFALLENEN KRIEGER DER STADT COELN. ERRICHTET VON IHREN HEIMGEKEHRTEN CAMERADEN AM 6. JULI 1853“
Die drei weiteren Seiten enthalten die 65 Namen derjenigen, die als Veteranen die Feldzüge überlebten und das Denkmal stifteten. Bekrönt wird das Denkmal, wie bei den anderen Napoleonsteinen, von einem steinernen, korinthisch anmutenden Helm als Aufsatz, der auf einer abgestuften Deckplatte liegt.
Bezüglich der Gestaltung der Napoleonsteine muss es aufgrund des ähnlichen Aussehens Absprachen zwischen den Krieger- und Veteranenvereinen gegeben haben. Das machen beispielsweise die Kriegerdenkmäler in Mainz (der erste Napoleonstein von 1834), Worms oder Frankenthal (Pfalz) und noch viele weitere solcher Napoleonsteine deutlich.
Auf dem Denkmal sind nur die Namen der Mitglieder des Veteranenvereins verzeichnet. Die eingetragenen Lebensdaten lassen erkennen, dass knapp die Hälfte bei der Einweihung des Denkmals bereits verstorben war. Andere Sterbedaten wurden später nachgetragen. Dass die Namen der Kriegstoten nicht auf dem Denkmal zu finden sind, ist typisch für die Napoleonsteine.
Von wenigen der genannten Personen ist mehr bekannt:
- Nicolaus Stollwerck (1788–1851), Vater von Franz Stollwerck, Unternehmer (Schokoladenfabrik Stollwerck)
- Jacob Wahlen (1788–1845), Fabrikant aus Ehrenfeld, begraben auf Melaten[6]

Napoleonstein Köln Melatenfriedhof
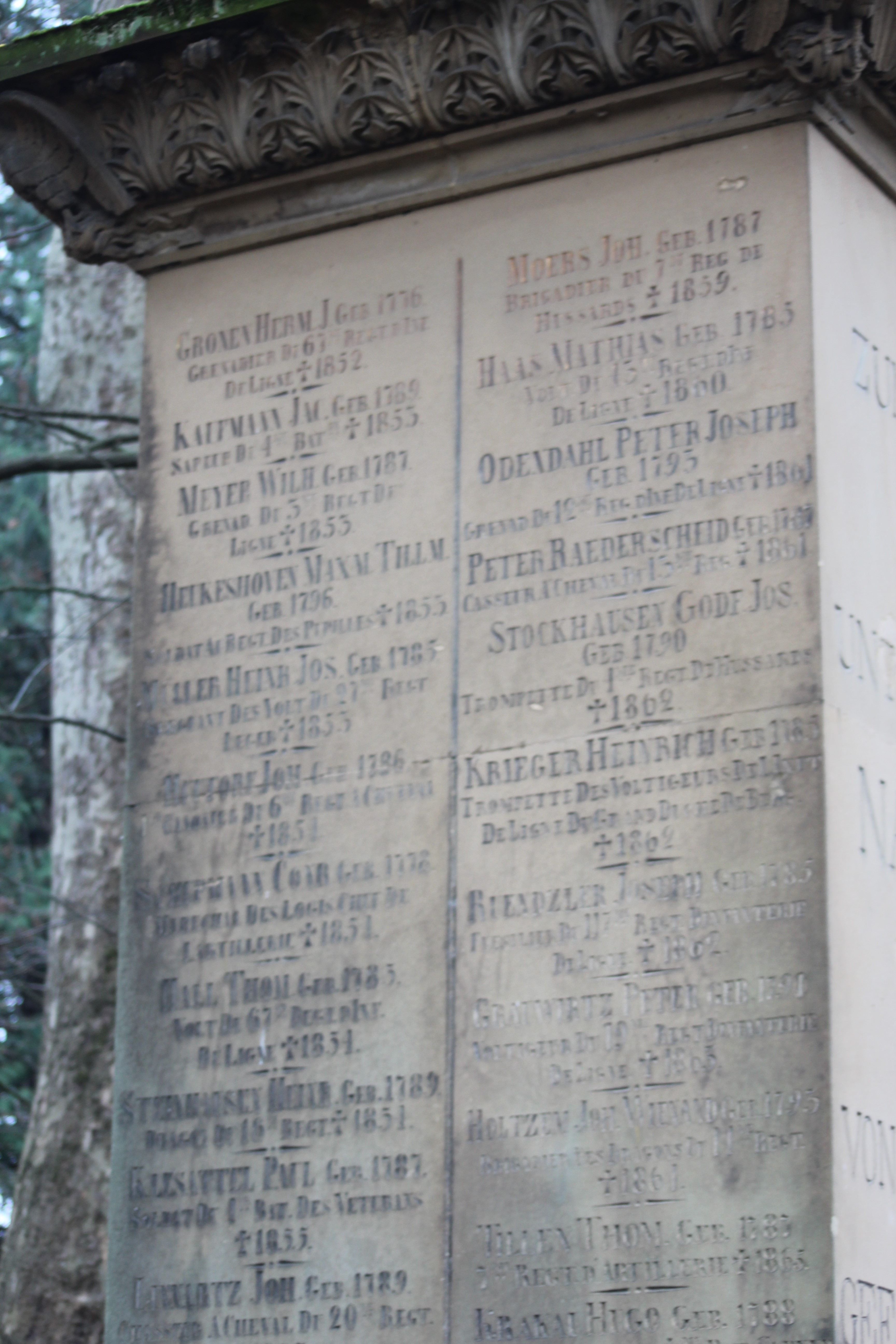
Ansicht von Süden (linke Seite), oberer Teil
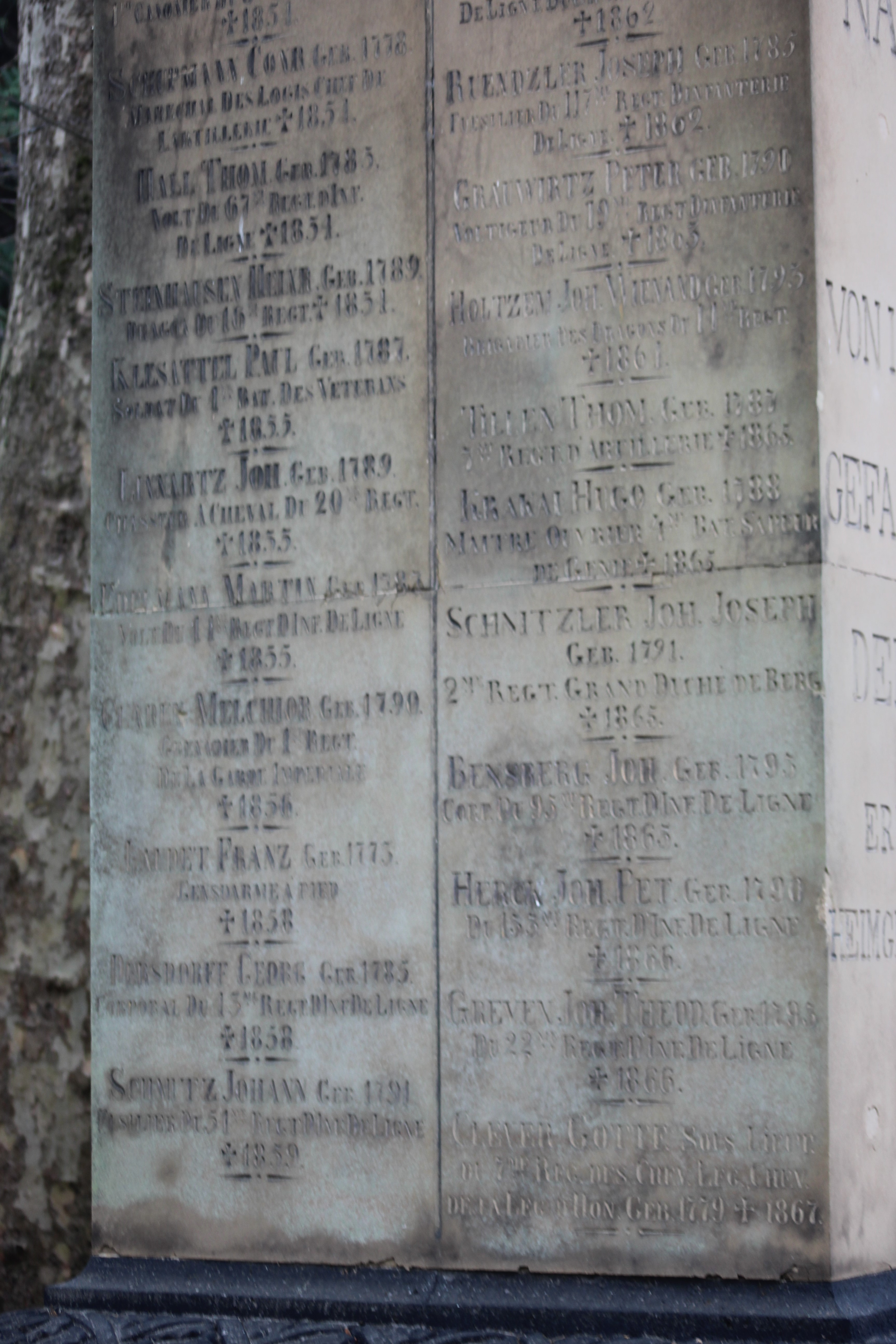
Ansicht von Süden (linke Seite), unterer Teil
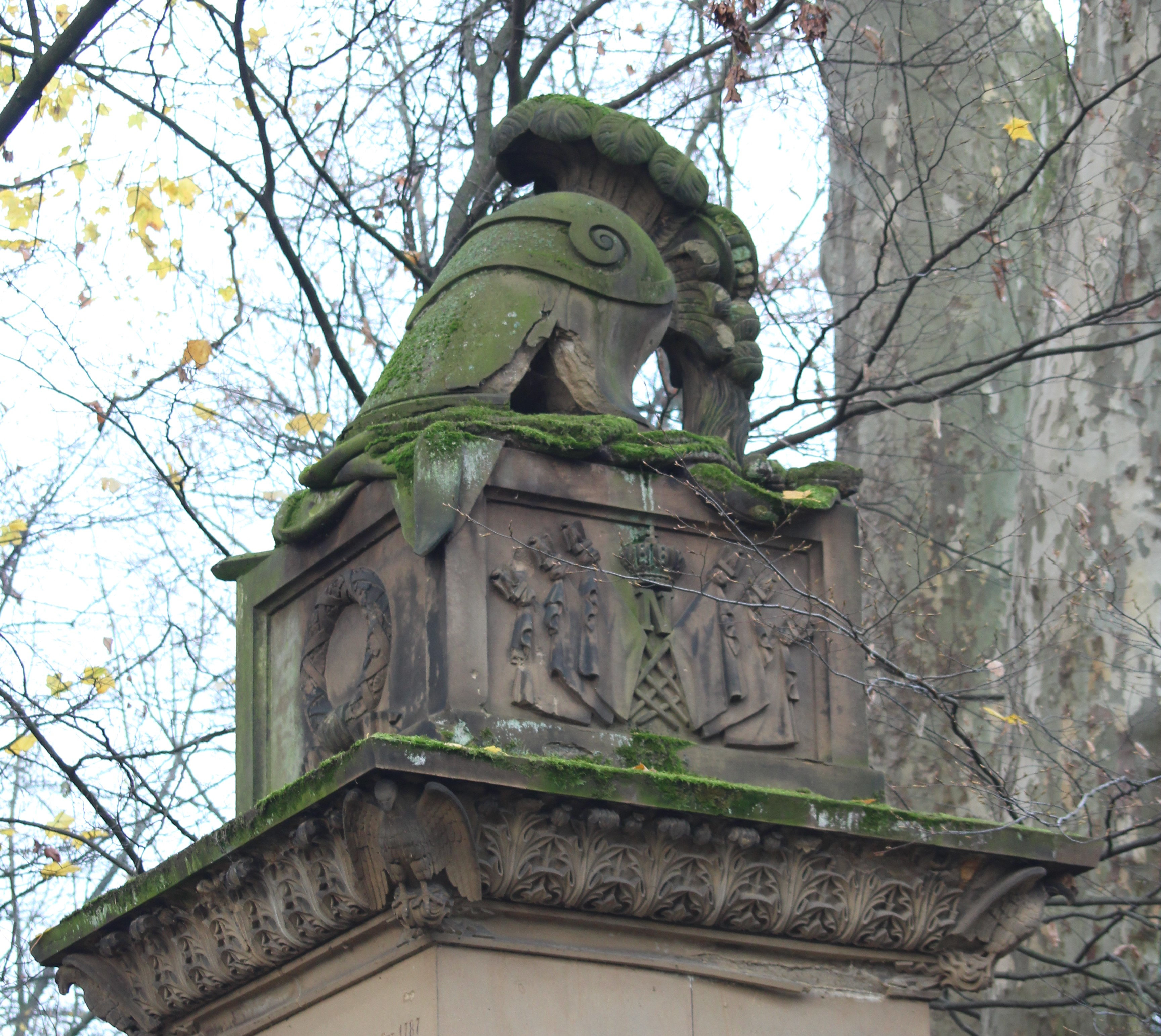
Helmaufsatz
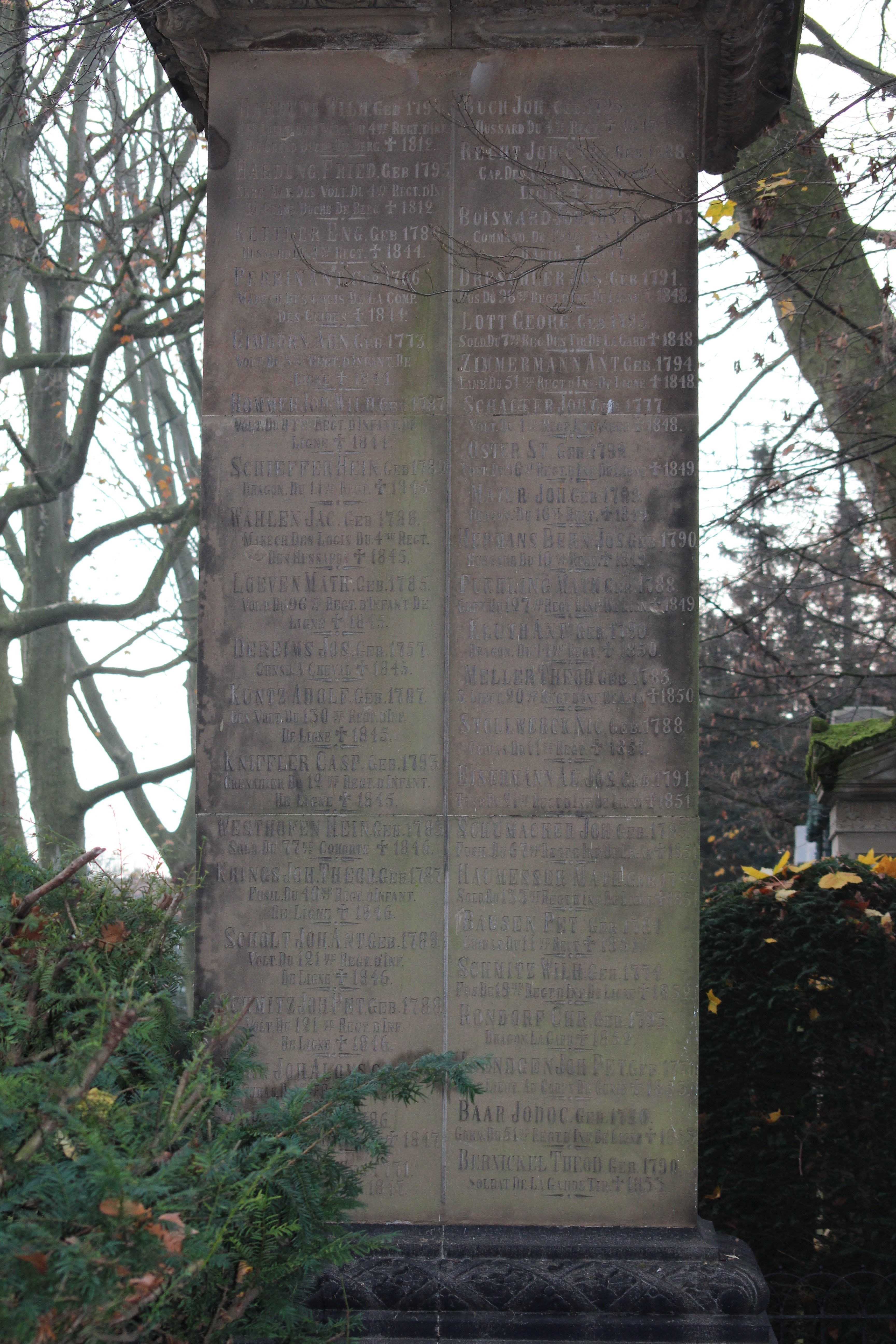
Ansicht von Norden (rechte Seite)
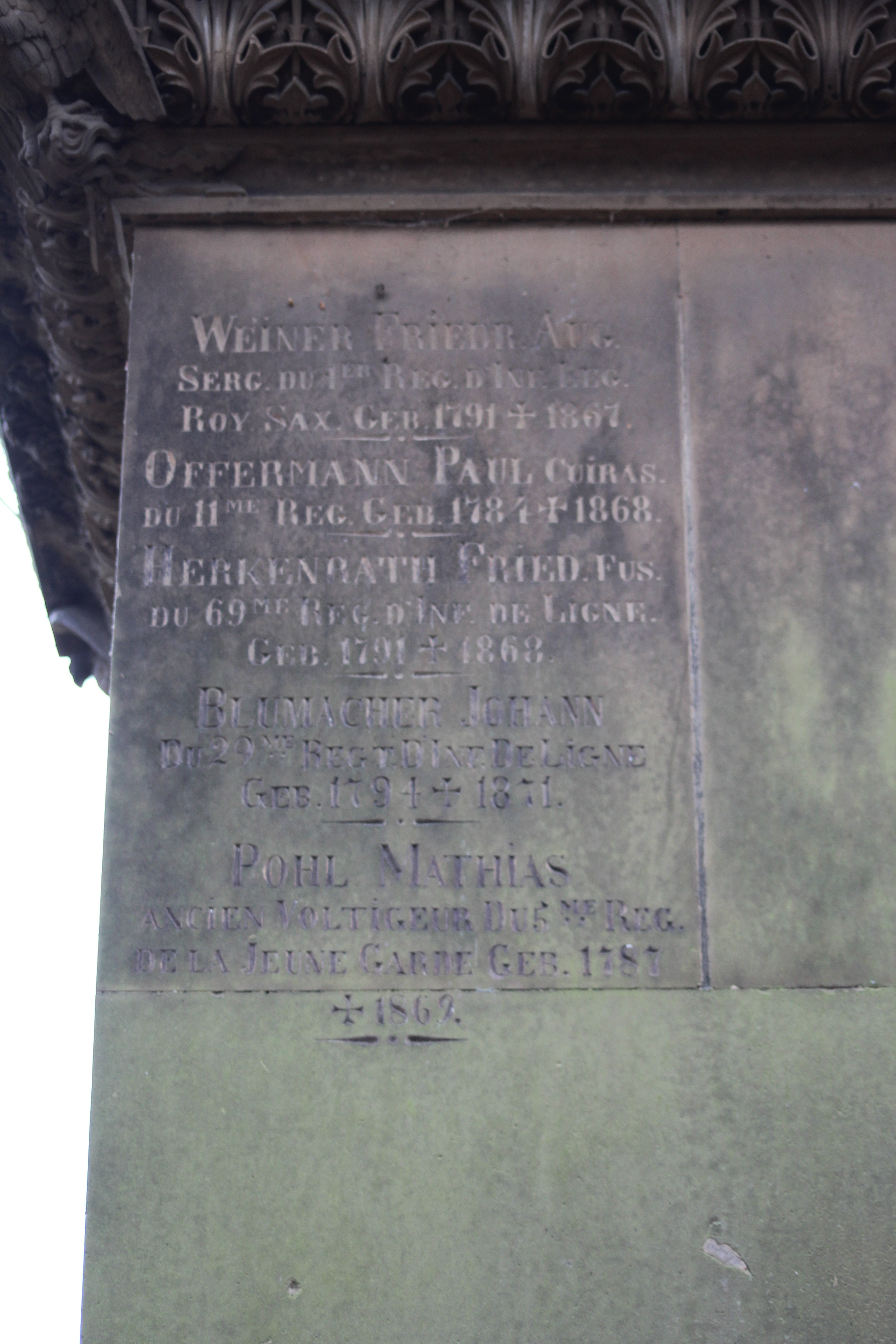
Ansicht von Westen (Rückseite, nur teilweise beschriftet)